# Chemin des Bœufs (Paris)
Pour les articles homonymes, voir Chemin des Bœufs.
Le chemin des Bœufs est une ancienne voie parisienne reliant l'ancienne commune de La Chapelle à Clichy (Hauts-de-Seine).

## Situation
Cette voie traversait les anciennes communes de Montmartre et Batignolles-Monceau (intégrées à Paris en 1860). Le chemin fut requalifié et renommé à la fin du XIXe siècle.

## Historique
Aujourd'hui, le chemin n'existe plus totalement :
- dans le 18e arrondissement, il est repris par la rue Marcadet et par la rue Ordener dans sa première partie ;
- dans le 17e arrondissement, il est repris par la rue de La Jonquière ;
- le tronçon entre le boulevard Bessières et Clichy a disparu lors de la construction du lycée Balzac et du périphérique parisien. Un segment subsiste et est repris par la rue Saint-Just ;
- à Clichy, il est repris par la rue Rouget-de-Lisle puis la rue Martre.